# Diego Armando Díaz
Diego Armando Díaz (Los Frentones, Provincia del Chaco, Argentina; 10 de enero de 2002) es un futbolista argentino. Juega como delantero y su actual equipo es Unión de Santa Fe de la Liga Profesional.

## Trayectoria

### Inicios
La historia de Diego Armando Díaz es bastante particular, ya que no tuvo el típico camino en divisiones inferiores de algún club de AFA que transita cualquier juvenil que busca llegar a ser profesional. Desde muy chico le tocó trabajar en una carbonería para ayudar a su madre y sus 8 hermanos, y recién a los 18 años comenzó a jugar en clubes de su ciudad natal como Vía y Obras y 9 de Julio.
Un paso clave en su carrera se dio en 2022 cuando fue descubierto por Elvio Acosta, quien en ese entonces era el técnico de Unión Deportiva Arrufó de la Liga Ceresina de Fútbol y que tras verlo jugar personalmente la final de la Liga Saenzpeñense decidió sumarlo a su plantel. Tras consagrarse como el goleador de la temporada fue fichado por Sportivo Las Parejas, pero al no tener lugar el club decidió cederlo primero a Arteaga (donde fue campeón de la Copa Federación), luego a Central Argentino y en 2024 pasó a Susanense. Allí fue donde su nombre empezó a ser conocido ya que a lo largo del año convirtió la impresionante cifra de 47 goles en 43 partidos jugados.

### Unión de Santa Fe
Su estirpe goleadora llamó la atención de los reclutadores de Unión de Santa Fe, quienes pidieron referencias de él y lo convocaron a una prueba. Para ponerse a tono desde lo físico se entrenó usando botellas de fernet como si fueran conos y haciendo abdominales con una baldosa de cemento, su esposa lo filmó y más tarde los videos se hicieron virales en las redes sociales. Finalmente logró superar la prueba y firmó contrato con Unión a préstamo por un año, ya que su pase sigue perteneciendo a Sportivo Las Parejas.
Si bien la idea primaria era que el jugador se desempeñara en Reserva, rápidamente convenció a Cristian González de sumarlo al plantel profesional. Su tan esperado debut con la camiseta rojiblanca se produjo el 1 de marzo de 2025, en la victoria 1-0 como local ante Gimnasia y Esgrima La Plata: ese día ingresó a los 22 del ST en reemplazo de Lucas Gamba.
El 17 de marzo en su segundo partido, anotaría su primer gol en lo que sería victoria por 3-1 ante Banfield, sentenciando el resultado poco después de haber ingresado. El 1 de abril, durante la primera fecha de la Copa sudamericana, le daría a Unión un histórico triunfo ante El Cruzeiro de Brasil en el último minuto, anotando su primer gol en una copa internacional.

## Estadísticas
- Actualizado al 10 de agosto de 2025

| Club                | Div.                | Temporada           | Liga | Liga | Copa Nacional | Copa Nacional | Copa Internacional | Copa Internacional | Total | Total |
| Club                | Div.                | Temporada           | PJ   | G    | PJ            | G             | PJ                 | G                  | PJ    | G     |
| ------------------- | ------------------- | ------------------- | ---- | ---- | ------------- | ------------- | ------------------ | ------------------ | ----- | ----- |
| Unión Argentina     | 1.ª                 | 2025                | 9    | 1    | 1             | 0             | 5                  | 1                  | 15    | 2     |
| Unión Argentina     | Total               | Total               | 9    | 1    | 1             | 0             | 5                  | 1                  | 15    | 2     |
| Total en su carrera | Total en su carrera | Total en su carrera | 9    | 1    | 1             | 0             | 5                  | 1                  | 15    | 2     |